# Ch'ŏngdan-gun
Ch'ŏngdan-gun (koreanska: 청단군) är en kommun i Nordkorea.   Den ligger i provinsen Södra Hwanghae, i den södra delen av landet, 120 km söder om huvudstaden Pyongyang.